# Araneus anantnagensis
Araneus anantnagensis este o specie de păianjeni din genul Araneus, familia Araneidae, descrisă de Benoy Krishna Tikader și Bal, 1981. Conform Catalogue of Life specia Araneus anantnagensis nu are subspecii cunoscute.